# EuropaCinema
EuropaCinema è stato un festival cinematografico internazionale, in assoluto il primo dedicato esclusivamente al cinema europeo.
È stato fondato nel 1984 a Rimini dall'attuale presidente del Centro sperimentale di cinematografia, il critico cinematografico Felice Laudadio — successivamente direttore della Mostra internazionale d'arte cinematografica di Venezia, del Taormina Film Fest e presidente di Cinecittà Holding, nonché fondatore e direttore della Casa del Cinema di Roma e del Bif&st-Bari International Film Festival — con la stretta collaborazione di Federico Fellini, autore del marchio del festival e del suo primo manifesto, disegnato negli anni successivi da Michelangelo Antonioni, Tonino Guerra, Ettore Scola, Marcello Mastroianni e Ingmar Bergman.
Immediatamente impostasi come una delle più importanti manifestazioni italiane, EuropaCinema ha ospitato negli anni molte centinaia di opere di grandi autori e di registi ancora sconosciuti e destinati poco dopo a diventare celebri, come Stephen Frears, Pedro Almodóvar, Aki Kaurismäki, Giuseppe Tornatore, Francesca Archibugi. Dal 1990 al 1996 ha avuto, su iniziativa di Laudadio che l'ha curata, anche un'edizione americana a Palm Springs, diventando una sezione portante del festival internazionale della celebre città californiana, e una edizione a Bruxelles. Da EuropaCinema discende direttamente il Forum del Cinema Europeo di Strasburgo ideato da Laudadio con la collaborazione di Wim Wenders.

## Storia
Dopo le prime quattro edizioni svoltesi a Rimini il festival EuropaCinema. Mostra del cinema europeo approdò a Bari per un solo anno, nel 1988- quando fu presentato fra gli altri, in anteprima, il film di Giuseppe Tornatore Nuovo Cinema Paradiso -, per poi essere trasferito definitivamente dal 1989 a Viareggio dove da allora, e fino al settembre 2009, si è svolto sotto la direzione o la presidenza di Laudadio che abbandonò l'incarico per incompatibilità politica con la nuova amministrazione comunale di destra di Viareggio.
EuropaCinema ha presentato, in anteprima mondiale o italiana, centinaia fra i film più significativi della produzione europea e internazionale fra i quali Another Time, Another Place e 1984 di Michael Radford, Benvenuta, Babel Opéra e L'oeuvre au noir di André Delvaux, Local Hero e Comfort and Joy di Bill Forsyth, Die Macht der Gefühle di Alexander Kluge, A nos amours di Maurice Pialat, Die Unendliche Geschichte di Wolfgang Petersen, Loose Connections di Richard Eyre, Document “Fanny och Alexander” e Karins Ansikte di Ingmar Bergman, My Beautiful Laundrette di Stephen Frears, L'Eveillée du Pont de l'Alma di Raúl Ruiz, Calamari Union, Varjoja paratiisissa e I Hired a Contract Killer di Aki Kaurismäki, The Killing Fields di Roland Joffé, No Man's Land di Alain Tanner, Paris Texas e Trilogy of Until the End of the World di Wim Wenders, Péril en la demeure di Michel Deville, Taxidi Sta Kithira, O Melissokomos e To Vlemma tou Odyssea di Theo Angelopoulos, Bittere Ernte e Europa Europa di Agnieszka Holland, In Innern des Wals e Uomini di Doris Dörrie, Zuckerbaby di Percy Adlon, The Good Father, Into the West e Quattro matrimoni e un funerale di Mike Newell, Jean de Florette di Claude Berri, Matador e Donne sull'orlo di una crisi di nervi di Pedro Almodóvar, 37,2° le matin di Jean-Jacques Beineix, Um adeus português di João Bothelo, Adi Vasfiye di Atif Yilmaz, Offret di Andrej Tarkovskij, A Room with a View di James Ivory, Thérèse di Alain Cavalier, Amorosa di Mai Zetterling, Angustia di Bigas Luna, Il pranzo di Babette di Gabriel Axel, 84 Charing Cross Road di David Jones, I Photografia di Nicos Papatakis, Trainspotting di Danny Boyle e Run di Akira Kurosawa, in anteprima mondiale.
Nel 2007 EuropaCinema ha cambiato formula, occupandosi annualmente di una sola cinematografia: nel 2007 focus sulla Spagna, nel 2008 sulla Germania. Nel 2009 ha presentato in anteprima italiana il film di Quentin Tarantino Bastardi senza gloria, e ha dedicato due retrospettive ai registi Paolo Virzì e Ingmar Bergman.
L'esperienza venticinquennale di EuropaCinema è stata in parte ripresa e riprodotta da Laudadio per il Bif&st-Bari International Film Festival che dal 2009 si svolge nel capoluogo pugliese sotto la sua direzione, promosso dalla Regione Puglia con l'Alto Patronato del Presidente della Repubblica.

## I tributi e le lezioni di cinema
EuropaCinema ha ospitato nel corso degli anni una serie di tributi dedicati agli sceneggiatori Franco Solinas, Jean-Claude Carrière, Rafael Azcona, Harold Pinter, Cesare Zavattini, Suso Cecchi D'Amico, Jorge Semprún, Vasco Pratolini e Gérard Brach; ai registi Vittorio De Sica, Edgar Reitz, Wim Wenders, Ermanno Olmi, Mario Monicelli, Tengiz Abuladze, Herbert Achternbusch, Joris Ivens, Sergio Citti, Federico Fellini, Mario Soldati, Ettore Scola e Ingmar Bergman; ai produttori David Puttnam, Franco Cristaldi, Elias Querejeta e Mario Cecchi Gori; alle più importanti registe dell'Est europeo; alla British Renaissance; alla ”resistenza” del cinema tedesco fiaccato nei primi anni Ottanta dalla dissoluzione della FilmVerlag der Autoren; al nuovo cinema scandinavo; all'attrice viareggina Stefania Sandrelli.

## Le giurie
Decine di cineasti europei hanno fatto parte delle giurie del festival. Per citarne solo alcuni: Paulo Rocha, Ola Solum, Lea Massari, Michael White, André Delvaux, Mario Monicelli, Anja Breien, Peter Lilienthal, Franco Brusati, Imanol Arias, Reinhardt Hauff, Alexandre Adabachian, Michael Radford, Nick Powell, Giuliana De Sio, Gian Maria Volonté, Ermanno Olmi, Ben Kingsley Michael Haneke, István Szabó, Ettore Scola, Rüdiger Vogler, Sabine Azéma ecc.

## I premi EuropaCinema per l'eccellenza artistica
Nel corso degli anni sono stati insigniti dei premi EuropaCinema per l'eccellenza artistica,  premi disegnati da Federico Fellini,  alcuni dei più importanti cineasti europei, fra i quali: Theo Angelopoulos, Michelangelo Antonioni, Gian Maria Volonté, Jean-Claude Carrière, André Delvaux, Carlo Di Palma, Claudia Cardinale, Laura Morante, Sergio Castellitto, Paolo Virzì e molti altri.

## Il comitato dei garanti
Il comitato dei registi europei garanti di EuropaCinema è stato composto fin dalla fondazione da: Theo Angelopoulos, Michelangelo Antonioni, Marco Bellocchio, Luis García Berlanga, Bernardo Bertolucci, John Boorman, Henning Carlsen, Věra Chytilová, Costa-Gavras, Manoel de Oliveira, André Delvaux, Márta Mészáros, Alain Resnais, Éric Rohmer, John Schlesinger, Volker Schlöndorff, Ettore Scola, Margarethe von Trotta, Wim Wenders e Krzysztof Zanussi.

## Curiosità
- Per molti anni il festival di Viareggio ha ospitato le giurie internazionali impegnate a visionare e selezionare i migliori film europei da candidare ai Premi Felix[35] - poi divenuti gli European Film Awards - attribuiti dalla European Film Academy, creata a Berlino nel 1988 sotto la presidenza di Ingmar Bergman e con la direzione di Wim Wenders, quest'ultimo più volte attivo a Viareggio dove presentò in anteprima mondiale nel 1992 l'edizione integrale di oltre cinque ore del suo film Fino alla fine del mondo e dove tenne una lezione di cinema[36] seguita da oltre mille spettatori.

- Nel 1989 Laudadio raggiunse un accordo con le Ferrovie dello Stato per la creazione del "Treno del Cinema"[37], un convoglio straordinario composto da 12 vagoni - sei dei quali carrozze-ristorante - per trasferire in 3 ore da Roma a Viareggio senza fermate intermedie circa 200 persone fra cineasti e giornalisti[38]. Questa esperienza si prolungò fino al 1993.

- Nel settembre 1994 fu annunciato a Viareggio da Wim Wenders, durante il festival, l'inizio della lavorazione dell'ultimo film di Michelangelo Antonioni Al di là delle nuvole, coprodotto fra gli altri dallo stesso Wenders e da Laudadio, alla presenza del regista ferrarese e di centinaia di giornalisti[39]. Il film ebbe poi la sua prima alla Mostra di Venezia[40] dell'anno successivo e fu distribuito in oltre cento paesi.